# Paula Majoor
 (octobre 2018).
Paula Majoor, née le 15 février 1942 à Laren, est une actrice et doubleuse néerlandaise.

## Filmographie

### Cinémaettéléfilms
- 1965-1978 : Thunderbirds : Tin-tin
- 1969-1971 : Fifi Brindacier : Pippi Langkous
- 1972 : Woes en Flop in Wonderland
- 1972-1976 : Kunt u mij de weg naar Hamelen vertellen, mijnheer? (nl) : Prinses Gale
- 1975 : Boule et Bill : Bollie
- 1975 : Bob et Bobette : Suske
- 1976-1977 : Lappenkat
- 1977 : Dunderklumpen : Bloemhaar
- 1983 : Puppie : Dolly/Pietje
- 1984 : De Snorkels (nl) : Daphne, Dimmy, Willy
- 1985 : De Troetelbeertjes : Plusieurs personnages
- 1985 : She-Ra : Loo Kee
- 1986-1987 : Lucky Luke : Calamity Jane
- 1990 : Covergirl : Juweliersvrouw
- 1993-1998 : Flodder : Els van de Boogert
- 1993-1995 : Goede tijden, slechte tijden : Antoinette Balk
- 1995 : Vrouwenvleugel (nl) : Oma Schmeenk
- 1995 : Mijn eigen tijger : Eva
- 1996 : Onderweg naar Morgen : Mme Groeneveld
- 1996 : Het sluitend bewijs
- 1998 : Mulan
- 2000 : The Miracle Maker : Rachel
- 2001 : Jimmy Neutron, un garçon génial : Juf Vogel
- 2001 : La Belle et le Clochard 2 (Lady en de Vagebond II: Rakkers Avontuur)
- 2005 : Jenny Robot : Mme Wakeman
- 2005 : Elias de kleine Redingsboot : Ricka
- 2005 : Charlie et la Chocolaterie : Oma Jakoba
- 2005-2007 : W.I.T.C.H. : Yan Lin
- 2006 : Kerst met Linus
- 2012 : La Légende de Korra : Katara

## Théâtre
- 1971 : Oh! Calcutta!